# Hieracium dermophyllum
Hieracium dermophyllum là một loài thực vật có hoa trong họ Cúc. Loài này được Arv.-Touv. & Briq. mô tả khoa học đầu tiên năm 1901.